# 제너 다이오드

기호

특성그래프

전자사태 항복과 제너 항복

온도 계수

제너 다이오드(Zener diode)는 반도체 다이오드의 일종이다. 정전압 다이오드라고도 한다.
일반적인 다이오드와 유사한 PN 접합 구조이나 다른 점은 매우 낮고 일정한 항복 전압 특성을 갖고 있어, 역방향으로 어느 일정값 이상의 전압이 가해졌을 때 전류가 흐른다. 제너 항복(Zener Breakdown)과 전자사태 항복(Avalanche Breakdown) 현상을 이용하며, 5.6V 이하에서는 제너 항복이, 그 이상에서는 전자사태 항복 현상이 주 특성이 된다. 제너 항복에서는 온도 계수가 부성이며 전자사태 항복에서는 그 반대가 된다. 우측의 특성 그래프에서 볼 수 있듯이 넓은 전류범위에서 안정된 전압특성을 보여 간단히 정전압을 만들거나 과전압으로부터 회로소자를 보호하는 용도로 사용된다.

## 온도보상형 제너 다이오드
제너다이오드만으로는 온도에 따른 특성변화가 있기 때문에 직렬로 PN접합 다이오드를 접속하여 온도변화에 대한 전압안정성을 개선한 소자이다.

## 매립형 제너 다이오드
매립형 제너 다이오드(Buried zener diode)는 제너 다이오드의 제조방법을 개선하여 일반적으로 이용되는 밴드갭 기준전압보다 우수한 성능을 나타내는 기준전압소자이다.